# Chrysochroa fulminans
Chrysochroa (Chrysochroa) fulminans – gatunek chrząszcza z rodziny bogatkowatych, podrodziny Chrysochroinae i plemienia Chrysochroini.

## Taksonomia
Gatunek ten został opisany w 1787 roku przez Fabriciusa jako Buprestis fulminans.

## Opis
Duży bogatkowaty ten osiąga od 33 do 37 mm długości ciała. Głowa i  przedplecze metalicznie zielone. Pokrywy metalicznie zielone z czerwonym zabarwieniem wierzchołków i piłkowanych krawędziach wierzchołkowych. Sterna odwłokowe metalicznie żółte przechodzą w czerwonawo-żółte w części wierzchołkowej.

## Biologia
Roślinami żywicielskimi są kakaowce, puchowiec pięciopręcikowy, Albizia i cytrusy.

## Występowanie
Gatunek ten występuje w Indonezji, Malezji, południowej Tajlandii i na Filipinach.

## Systematyka
Wyróżniono 19 podgatunków tego chrząszcza:
- Chrysochroa fulminans agusanensis Kurosawa, 1979
- Chrysochroa fulminans aurora Heller, 1912
- Chrysochroa fulminans babuyanensis Kurosawa, 1989
- Chrysochroa fulminans baliana Obenberger, 1928
- Chrysochroa fulminans bimanensis Lansberge, 1879
- Chrysochroa fulminans chrysura Gory, 1840
- Chrysochroa fulminans chrysuroides Deyrolle, 1864
- Chrysochroa fulminans cyaneonigra Kurosawa, 1991
- Chrysochroa fulminans florensis Kerremans, 1891
- Chrysochroa fulminans fulminans (Fabricius, 1787)
- Chrysochroa fulminans funebris Théry, 1898
- Chrysochroa fulminans kaupii Deyrolle, 1864
- Chrysochroa fulminans krausei Descarpentries, 1971
- Chrysochroa fulminans nagaii Kurosawa, 1990
- Chrysochroa fulminans nishiyamai Kurosawa, 1990
- Chrysochroa fulminans nylanderi Hołyński, 2009
- Chrysochroa fulminans praelonga White, 1843
- Chrysochroa fulminans variabilis Deyrolle, 1864
- Chrysochroa fulminans vethiana Obenberger, 1926